# Lily Abegg
Pour les articles homonymes, voir Abegg.
Lily Abegg est une journaliste et écrivaine suisse née le 7 décembre 1901 à Hambourg et morte le 13 juillet 1974 à Samedan.

## Biographie
Fille d’un commerçant en soierie et d’une Allemande, elle a grandi à Yokohama mais a effectué ses études en Suisse, entre Zürich et Genève, puis à l’université de Hambourg, avant de revenir dans son pays d’enfance pour y travailler comme journaliste. Elle est correspondante de la Frankfurter Zeitung en Extrême-Orient de 1936 à 1943, puis travaille à la Weltwoche de 1948 à 1950. Elle a également écrit de nombreux livres sur la situation politique au Moyen-Orient et en Extrême-Orient.

## Source
- (de) « Abegg, Lily », dans Meyers Taschenlexikon, vol. 1, Mannheim, Bibliographischen Institut & F. A. Brockhaus, 1987, p. 25
- Claudia Wirz, « Lily Abegg (1901-1974). Notre femme en Extrême-Orient », dans Tibère Adler, Verena Parzer Epp et Claudia Wirz, Pionnières de la Suisse moderne. Des femmes qui ont vécu la liberté, Genève, Slatkine, 2014, 242 p. (lire en ligne), pp. 25-27